# Sepp Tanzer
Sepp Tanzer (* 28. Februar 1907 in Matrei am Brenner, Tirol; † 28. Februar 1983 in Kramsach) war ein österreichischer Komponist für Blasmusik.

## Leben
Schon in früher Kindheit kam Sepp Tanzer mit Musik in Kontakt. Vom Vater begleitet sangen die fünf Geschwister im elterlichen Wirtshaus schon als Volksschüler vor den Gästen. Bei der Musikkapelle Matrei am Brenner lernte er Klarinette. Er besuchte nach der Volksschule eine Bürgerschule und machte danach eine Lehre zum Schmied und war kurz als Schmiedgeselle in Matrei am Brenner und in Schwaz tätig. Als 18-Jähriger konnte er seinen Berufswunsch Musiker in der Militärmusik Tirol als Klarinettist und Oboist beginnen. Beim Militär bildete sich eine Acht-Mann-Gruppe als Tanzmusik, wo sein Bruder Hermann Tanzer mit dabei war, die auf Bällen spielte, womit auch der geringe Lohn beim Militär nebenberuflich aufgebessert wurde. Tanzer spielte auch aushilfsweise bei kleinen Gruppen, wie den Fidelen Wiltenern und Fidelen Inntalern, mit. Bei einem Ball in Rattenberg lernte Sepp auch seine spätere Frau Olga kennen. Zum Ende seiner zehnjährigen Tätigkeit bei der Militärmusik Tirol machte er einen 6-monatigen Zivilprobedienst beim Finanzamt in Innsbruck und wurde zum 31. Jänner 1936 als Beamter beim Finanzamt übernommen.
Sepp Tanzer wurde 1926 Musiker in der Wiltener Musikkapelle und wurde 1935 deren Kapellmeister und war ab dem 1. Jänner 1935 notwendig Mitglied in der Kapellmeisterunion. Er wurde 1936 im austrofaschistischen Ständestaat Mitglied der Vaterländischen Front und war Musikreferent der Tiroler Landesregierung.
Am 26. Juli 1938 beantragte Sepp Tanzer die Aufnahme in die NSDAP und wurde am 1. Januar 1940 aufgenommen (Mitgliedsnummer 7.868.556). Die Wiltener Musikkapelle wurde nun mit Gaumusikzug, und er als deren Kapellmeister mit Gaumusikzugführer bezeichnet. Die Wiltener Musikkapelle trat üblich in SA-Uniform auf, und der Kapellmeister trug beim Reichsparteitag 1938 in Nürnberg die Uniform eines Politischen Leiters. Mit 1. Oktober 1938 in das Deutsche Beamtenrecht übergeleitet durchlief er 1939 und 1940 drei Ausbildungen im Finanzwesen mit dem Reinhard-Lehrgang in Innsbruck, dem Steueranwärterlehrgang an der Reichsfinanzschule in Leitmeritz in Böhmen und dem Lehrgang für Kassenbeamte an der Reichsfinanzschule in Herrsching am Ammersee.
Sepp Tanzer vermittelte für den Südtiroler Musiker Sepp Thaler, als dieser 1939 aus italienischer Haft nach Innsbruck ausgesiedelt war, eine Arbeit beim Volksliedarchiv in Innsbruck. Beide nahmen gemeinsam vier Jahre Privatunterricht bei Josef Eduard Ploner in Harmonielehre und Kontrapunkt. Im gegenseitigen Schriftverkehr nannten sie sich als sogenanntes Kleeblatt mit Sepp I für Ploner, Sepp II für Thaler und Sepp III für Tanzer. 
Ab 1. Dezember 1941 wurde er durch das Betreiben von Gauleiter Franz Hofer vom Finanzamt freigestellt und bezog ein Büro im Neuen Landhaus, damals Gauhaus genannt als Regierungsassistent, zuständig für die Ausbildung der Musikkapellen des Standesschützenverbandes und als Gaumusikinspizient die höchste musikalische Instanz des Gaues. Er war als Gaumusikleiter von Tirol-Vorarlberg tätig und leitete das Referat Volksmusik in der Reichsmusikkammer. Im Rahmen dieser Funktionen dirigierte er den Badonviller-Marsch beim Zusammentreffen von Benito Mussolini und Adolf Hitler am Brenner am 18. März 1940.
Durch den lang andauernden Krieg wurden die dörflichen Musikkapellen durch den Kriegsdienst der Männer an der Front so stark verkleinert, dass die Sache ihren Sinn verlor. Zum 21. November 1944 wurde Sepp Tanzer über Graz zum Kriegsdienst eingezogen und in Jugoslawien eingesetzt, erkrankte an Diphtherie, und kehrte über Aufenthalte in Lazaretten und amerikanischer Kriegsgefangenschaft nach einem Jahr nach Tirol zurück. Ebendort war er arbeitslos, weil ihn das Finanzamt nicht mehr übernahm oder nicht übernehmen durfte. Er lebte bei einer Schwester, wo dann durch die französische Besatzungsmacht eine Hausdurchsuchung stattfand. Sepp Tanzer entzog sich und fand Arbeit in landwirtschaftlicher Tätigkeit auf einer Alm in der Gemeinde Brandenberg. Danach konnte er 1946 als Kapellmeister in der Gemeinde Schönberg im Stubaital beginnen und erhielt eine inoffiziellen Tätigkeit als Gemeindesekretär, um seine Existenz neu aufzubauen. Mit Beschluss der Gemeindevertretung von Schönberg vom 7. Mai 1949 wurde er als Gemeindesekretär offiziell eingesetzt.
1948 begann Sepp Tanzer eine Zusammenarbeit mit Radio Innsbruck unter Josef Scheidle. Offiziell wurde Tanzer mit 1. Jänner 1950 freier Mitarbeiter und mit 1. Jänner 1951 Angestellter als Sachbearbeiter für Volksmusik, Volksgesang, Chöre und Blasmusik im sogenannten Referat für Volksmusik. Später wurde Sepp Tanzer Hauptreferent im Volksmusikreferat. Im Jahre 1972 beendete er seine Tätigkeit beim ORF Tirol. Er wurde beim Landesstudio Tirol zum Betriebsrat und später zum Betriebsratsobmann gewählt. Sepp Tanzer kehrte damit wieder in das Neue Landhaus zurück, welches er 1944 zum Kriegseinsatz verlassen musste. Die Büros und technischen Einrichtungen wie auch das Archiv von Radio Innsbruck waren im 3. Stock des Landhauses. Der Große Saal des Landhauses und der Stadtsaal dienten für Rundfunkaufnahmen von Kapellen und Gruppen, wo Sepp Tanzer Aufnahmeleiter war, und teils auch der musikalische Leiter war.
Obwohl Tanzer nach 1945 mit einem dreijährigen Auftrittsverbot belegt war konnte er sich von seiner ideologischen Grundhaltung nicht trennen und verwendete weiterhin nationalsozialistische Codes aus der Verbotszeit vor 1938 in seinen Werken nach 1945 wie beispielsweise in der im Jahr 1952 komponierten Suite Tirol 1809. Bereits kurz nach dem Krieg unterstützte Tanzer aber auch die Kommunisten und marschierte mit der Stadtmusikkapelle Wilten trotz Auftrittsverbot am kommunistischen Maiaufmarsch 1946 mit.
Sepp Tanzer leitete mit Unterbrechungen von 1935 bis 1977 die Stadtmusikkapelle Wilten-Innsbruck, die auf eine Pfarrmusik ab 1650 zurückgeht, ab 1814 eine selbständige Kapelle wurde und von 1938 bis 1945 in Gaumusikzug umbenannt wurde.
Sepp Tanzer war Professor am Tiroler Landeskonservatorium. Viele Jahre war er als Landesmusikdirektor im Blasmusikverband Tirol tätig. 1980 folgte ihm der Komponist Florian Pedarnig als Landeskapellmeister nach. Für den Vorarlberger Blasmusikverband leitete er von 1956 bis 1966 jährliche Kapellmeisterkurse in der Gemeinde Egg, wo u. a. Hans Felix Husadel unterrichtete.
Als er am 28. Februar 1983 in Kramsach starb, hatte er über 150 Blasmusikkompositionen geschaffen und die Blasmusikliteratur gefördert und mitgeprägt.

## Auszeichnungen
- 1964 Berufstitel Professor[2]
- 1965 Verdienstkreuz des Landes Tirol[2]
- 1976 Ehrenzeichen für Kunst und Kultur der Stadt Innsbruck
- 2004 Sepp-Tanzer-Straße in der Stadt Wörgl[12]
- 2008–2013 Sepp-Tanzer-Landesmusikschule Kramsach[13][14]

## Politische Rezeption
Am 28. Februar 2008 wurde in einem feierlichen Festakt die Landesmusikschule in der Gemeinde Kramsach im Bezirk Kufstein in Sepp-Tanzer-Landesmusikschule Kramsach umbenannt. Bereits damals stellte ein Artikel zur Umbenennung in der Tageszeitung Kurier mit der Überschrift Musikschule nach früherem NS-Gaumusikleiter benannt die Angelegenheit in Frage. Hatte doch bereits die Aufführung eines Marsches von Sepp Tanzer 1996 bei der Seligsprechung der von den Nationalsozialisten ermordeten Priester Jakob Gapp und Otto Neururer in Rom für Verstimmung gesorgt. Der Journalist Alois Schöpf, selbst Kapellmeister, hat auf den unpassenden Zusammenhang verwiesen. Kulturlandesrat Erwin Koler, vom Kurier auf die NS-Vergangenheit Tanzers angesprochen, sagte im Kurier-Interview: Das höre ich heute zum ersten Mal. Im Zusammenhang eines aktuellen Prozesses der Tiroler Volkspartei gegen den Publizisten Markus Wilhelm veröffentlichte die Tageszeitung Der Standard am 26. August 2013 einen Artikel mit Ein NS-Hetzer in Wort und Ton. Daraufhin informierte die Kulturlandesrätin Beate Palfrader, dass der Historiker Michael Wedekind seit 2012 mit der Beibringung eines Gutachtens beauftragt ist, welches Anfang Oktober 2013 vorliegen soll. Laut ORF Vorarlberg vom 11. September 2013 wird berichtet, dass ein fertiges Gutachten von der Tiroler Landesregierung unter Verschluss gehalten wird, dessen Veröffentlichung bereits eingefordert wurde.

## Musikhistorische Rezeption
Im Tiroler Landesmuseum Ferdinandeum gab es 2012 die Ausstellung Tiroler Musikleben in der NS-Zeit mit einem Symposium zu Musik und Nazismus in Tirol mit einem Hör- und Filmabend zu Werken von Peter Zwetkoff, Bert Breit, Hannes Stütz und Uli Ritzer/Sepp Tanzer. Im September 2013 referierte der Musikwissenschaftler Christian Glanz bei einem Symposion des militärmusikalischen Dienstes der Bundeswehr in Bonn zu den nationalsozialistischen Musikanspielungen in den Kompositionen von Josef Eduard Ploner und Sepp Tanzer.

## Werke
Sepp Tanzer nannte einmal mehr als 200 Opera für Blasmusik und Volksmusik. Gerhard Sammer listete 1995 circa 390 Kompositionen und Bearbeitungen. Dabei gibt es Bearbeitungen für Musik in kleiner Besetzung von Kompositionen von G. Weissbacher. Weiters Werke unter dem Pseudonym Klaus Weimer für die Innsbrucker Volksmusikanten.
- 1941 Sagen aus Alt-Innsbrugg (Walzer), unter dem Titel Sagen aus Alt-Innsbruck verlegt.[18]
- März 1942 Standschützen-Marsch (Straßenmarsch), gewidmet dem Gauleiter von Tirol-Vorarlberg Franz Hofer[1]
- 1947, 1950 Das Lied der Alpen[1]
- 1948 Bozner Bergsteigermarsch (Straßenmarsch)[1] für den Text siehe: Bozner Bergsteigerlied
- 1952 Älplerische Weisen (Konzertstück) – Melodienreigen für Blasmusik[19]
- 1952 Tirol 1809 – Suite in 3 Sätzen[20]
- 1953 Mein Tirolerland (Straßenmarsch), gewidmet dem Obmann Josef Schumacher zum 60. Geburtstag[1]
- 1953 Tirolerbuam-Marsch von Sepp Thaler (Straßenmarsch), Bearbeitung[1]
- 1959 Haspinger-Marsch (Straßenmarsch), wohl dem Tiroler Freiheitskämpfer Joachim Haspinger (1776–1858) zugedacht, der Musikkapelle St. Martin gewidmet[1]
- 1963 Olympioniken-Marsch (Konzertmarsch), anlässlich der Olympischen Winterspiele 1964[1]
- 1964 Klingendes Land – Ouverture für Blasorchester, gewidmet dem Landeshauptmannstellvertreter Hans Gamper[1]
- 1971 Gerd-Bacher-Marsch (Straßenmarsch), gewidmet dem Generalintendanten des ORF Gerd Bacher[1]